# Horace King
Pour les articles homonymes, voir King.
Horace Maybray King, baron Maybray-King, né le 25 mai 1901 à Grangetown dans le nord du Yorkshire et mort le 3 septembre 1986,, est un homme d'État britannique.

## Biographie
Fils d'un vendeur d'assurance, il est le deuxième de quatre enfants. Sa famille n'est pas active en politique. Il est éduqué dans l'enseignement public à Stockton-on-Tees, ville industrielle du nord-est de l'Angleterre, puis étudie au King's College de Londres où il obtient une licence d'anglais. Il travaille alors comme enseignant dans une école de Southampton, prenant la direction du département d'anglais de l'école en 1927. Exempté de service militaire durant la Seconde Guerre mondiale en raison d'un ulcère gastro-duodénal, il achève et obtient en 1940 son doctorat sur l’œuvre de William Shakespeare. N'ayant pas pu être déployé comme soldat, il organise des levées de fonds privés pour financer la production d'avions de chasse, et pour faire parvenir de l'aide d'urgence à l'Union soviétique agressée par l'Allemagne nazie. Jouant du piano, du piano-accordéon et de l'orgue, il organise par ailleurs des concerts pour les soldats dans des bases militaires sur le territoire britannique.
Il se présente sans succès comme candidat du Parti travailliste dans la circonscription de New Forest-et-Christchurch (dans le Hampshire) aux élections législatives de 1945, cette circonscription ayant une solide majorité conservatrice. En 1946 il est élu au conseil du comté du Hampshire. En 1947 il est nommé chef d'établissement d'une école secondaire à proximité de Regent's Park à Londres. Il entre à la Chambre des communes comme député de la circonscription de Southampton Test aux élections législatives de 1950, et siège comme simple député de la majorité travailliste du gouvernement de Clement Attlee. Il conserve ce siège aux élections anticipées de 1951, puis représente la circonscription de Southampton Itchen de 1955 à 1971. Il promeut notamment, et obtient, une participation du Royaume-Uni au financement du projet de l'UNESCO de déplacer en 1968 les temples d'Abou Simbel, menacés par la construction du haut barrage d'Assouan et du lac Nasser,,.
Favorable à l'entrée du Royaume-Uni dans la Communauté économique européenne, il est l'un des représentants suppléants du Royaume-Uni à l'Assemblée de l'Union de l'Europe occidentale au début des années 1960. En 1964, il devient vice-président de la Chambre des communes. En septembre 1965, lorsque Harry Hylton-Foster meurt subitement, il est élu par ses pairs pour lui succéder à la présidence. Il est le premier travailliste à occuper cette fonction. Il modernise la tenue vestimentaire à la Chambre en autorisant les femmes à y porter un pantalon. Plus que tout autre président avant lui, il visite les parlements de plusieurs États du Commonwealth des Nations, et y discute avec les parlementaires étrangers de la Constitution et des procédures parlementaires britanniques. Apprécié à ses débuts, il admet trouver « insupportable » la pression de sa fonction, et sombre dans l'alcoolisme, s'attirant les critiques de députés. Il démissionne en 1971. Le député travailliste vétéran Tam Dalyell le qualifiera en 2018 de moins bon président de la Chambre sur les sept présidents qu'il a connus (de Harry Hylton-Foster à Michael Martin),,,.
Comme le veut la coutume, il est anobli lorsqu'il quitte la présidence des Communes, obtenant le titre de baron et un siège à la Chambre des lords. Il y est actif jusqu'en 1981, puis nettement moins jusqu'à sa mort en 1986,.